# Encarnación Fernández
Encarnación Fernández  fue una primera actriz cómica, vedette y cancionista española que hizo parte de su carrera en Argentina.

## Carrera
Encarnación Fernández alcanzó su nivel de popularidad en la década del 20' al integrar importantes compañías teatrales donde desplegó no solamente su comicidad sino también su talento como vedette y cantante del género tanguero que caracterizaba a esa época.
En radio trabajó en 1937 en un radioteatro de Radio El Mundo , junto a la primera actriz Niní Marshall, y a las figuras Paquito Busto, Julio Bianquet, Delfina Fuentes, Olga Mom, Ricardo Cerebello y Daniel Lopéz Bretón.
En teatro forma parte en 1926 de la "Gran Compañía Nacional de Revistas", con libro y letra de Ivo Pelay, junto a intérpretes de la talla de  Iris Marga, Carmen Lamas, Dora Gález, Hortensia Arnaud, Pepe Arias y Leopoldo Simari. Un año después integra en mayo de 1927 la Compañía Argentina de Grandes Revistas que había formado el empresario Humberto Cairo donde estaban también  Laura Hernández, Perlita Grecco, Inés Murray y Héctor Quintanilla, el inolvidable Enrique Delfino (Delfi) como humorista musical, a The Crawford Sisters, famosas bailarinas de color, María Esther Gamas y la corista Pichina Ventura. Formó parte también de la Compañía de Olinda Bozán- Paquito Busto a mediados de los 40's. También integró la "Compañía Cómica Española Juárez- Sanjuán" y la "Compañía Femenina de Revistas Sintéticas Bernardino Terés" junto a la vedette Alicia Vignoli.

## Teatro
- Judía (1926).
- La Fiesta del Tango (1927)", revista original de H. Oriac y L. Alberti. Estrenada en el Teatro Maipo.[2]
- Yarará (1930), con Olinda Bozán, Paquito Busto, Carlos Morales, Leonor Rinaldi, José Ceglie y Luis Laino. Estrenada en el Teatro de la Comedia.
- Maridos 1944 (1944).
- Se destapó Canuto (1947), junto a Paquito Busto.[3]
- El Bajo está de fiesta, de Juan Villalba, donde canta el tango "La Traición".[4]